# Socha rudoarmějce (Adamov)
Socha rudoarmějce stojí ve městě Adamov v okrese Blansko v Jihomoravském kraji v těsné blízkosti místního zdravotního střediska.

## Historie
Sochu vytvořili Arnošt Zvěřina a Hubert Bílek jako připomínku pádu nacismu a také jako připomínku dvou padlých sovětských vojáků. Odhalena byla 10. června 1951. Během její existence proběhlo několik stěhování sochy. Původně stála před národním výborem, musela však ustoupit výstavbě zdravotního střediska. Přesunuta tedy byla na Smetanovo náměstí a poté v roce 1994 na své současné místo v ulici Osvobození.

## Popis
Socha je provedena v nadživotní velikosti a znázorňuje sovětského vojáka. Socha stojí na jednom užším a vyšším podstavci, který ještě stojí na podstavci nižším a širším. V pozadí sochy je městský znak a nápis Adamov, sochu obklopují jehličnaté stromy.